# Louise Filliaux-Tiger
Louise Filliaux-Tiger est une pianiste, compositrice et pédagogue française née le 22 mai 1848 à Paris et morte le 28 novembre 1916 à Nice.

## Biographie
Louise Sophie Tiger naît le 22 mai 1848 dans le 8e arrondissement de Paris. Elle est la fille de l'architecte Alexandre-Joseph-Jean-Baptiste Tiger et de son épouse, la peintre Félicie Tiger.
Louise Tiger fait ses études au Conservatoire de musique et de déclamation à Paris, où elle obtient un deuxième prix d'harmonie et accompagnement en 1869. À l'issue de sa scolarité, elle se produit en soliste et donne des cours de piano, tandis que ses compositions remportent du succès, en particulier Source capricieuse pour piano (ou dans sa version pour harpe), très régulièrement à l'affiche des concerts.
Louise Filliaux-Tiger est aussi une artiste engagée et crée en 1897 la « soirée confraternelle », concert annuel à la salle Pleyel dont la vocation est de ne jouer que des œuvres de femmes compositrices. La première année, sont par exemple données des pièces de Marguerite Balutet, Hélène Collin, Louise Comettant, Isabelle Delâge-Prat, Hélène Krzyżanowska, Alice Sauvrezis et Marie-Louise Seveno.
Le rendez-vous de l'année suivante est consacré aux compositrices lauréates d'un premier prix de contrepoint et fugue du conservatoire. Au programme s'affichent ainsi les noms de Joséphine Boulay, Hedwige Chrétien, Hélène Gonthier, Madeleine Jossic et Marie Prestat.
Elle est aussi active à l'U.F.P.C. (Union des Femmes Professeurs et Compositeurs de musique), et dans d'autres associations : à la Protection française des animaux domestiques,, ou encore à l'Association des Enfants de la Seine, comme fondatrice d'une chorale ou présidente du comité des dames patronnesses.
Pour son engagement et ses activités pédagogiques, elle est nommée officier d'académie dans l'ordre des Palmes académiques en 1896, puis promue officier d'instruction publique en 1905.
Comme compositrice, elle a écrit plusieurs mélodies et pièces pour piano, ainsi que de la musique de chambre et quelques pièces symphoniques. Elle est aussi l'auteure de diverses transcriptions pour piano à 4 mains-d’œuvre de son ami Jules Massenet.
Décédée à Nice le 28 novembre 1916, ses obsèques se déroulent le 13 décembre à Paris en l'église de la Trinité. Elle repose au cimetière du Père Lachaise (division 10), à Paris, avec sa mère, Félicie Tiger.

## Œuvres
Parmi ses compositions figurent notamment :

### Mélodies
- Ballade, paroles de Paul Fort
- Vers la Chapelle, poésie de Jean-José Frappa
- Oraison, poésie de Maurice Maeterlinck
- Reflets, poésie de Maurice Maeterlinck
- L'Amour et l'orage, poésie d'Anne de Rochechouart de Mortemart
- Fin d'automne, poésie de René Ponsard
- Le Sommeil des chemineaux, poésie d'Henri Lozeral
- Pluie en mer, poésie d'Edmond Haraucourt
- Dernier amour, poésie de Noël Faucher
- De la part du jardin, poésie de Georges Boyer
- Mon cœur est plein de toi, poésie d'Armand Silvestre
- L'Adieu au foyer, paroles d'Eugène Manuel
- Sous les Marronniers, paroles de Dionys Ordinaire

### Musique de chambre
- Lento pour violoncelle ou violon et piano ou harpe
- Capriccietto pour violon et piano
- 2 Pièces pastorales pour flûte, hautbois et piano
- Promenade, trio pour piano, violon et violoncelle
- Gavotte pour piano, violon et violoncelle
- Défaillance pour piano et violon
- Lassitude pour piano et violon

### Musique pour piano
- Source capricieuse
- En allant à la chapelle
- Dans les brandes
- Lassitude
- Lamento
- Un mot musical
- Rengaine
- Deux pièces pastorales
- Pièces d'études
- Gavotte
- Menuet

### Musique symphonique
- Gavotte pour orchestre
- Lento pour instruments à cordes[24]

## Distinctions
- Officier de l'ordre des Palmes académiques (Officier d'instruction publique), 1855

## Hommages
- La ville de Clamart a nommé une rue en son hommage en 1923[25]